# La Chambre de Mariana
Pour le film d'Emmanuel Finkiel sorti en 2025, voir La Chambre de Mariana (film).
 (avril 2025).
La Chambre de Mariana (en hébreu : פרחי האפלה; Pirḥey haʾapelah) est un roman d'Aharon Appelfeld publié en 2006. La traduction française, faite par l'écrivaine Valérie Zenatti, paraît le 7 février 2008 aux éditions de l'Olivier.

## Résumé
Hugo est un enfant caché. Dans une ville non nommée mais qui pourrait très bien être Czernowitz, les rafles vident peu à peu le ghetto. « Les gens ont oublié ce qu'était l'espoir, et lorsqu'ils s'en souviennent, ils le chassent de leur esprit. » Hugo, onze ans, est confié à une ancienne amie d'enfance de sa mère, une ukrainienne devenue prostituée, Mariana vivant dans une maison close. Pendant près deux ans, Hugo, caché dans un réduit donnant sur la chambre de Mariana, va vivre en dehors du temps. Sa vie est rythmée par la venue des clients allemands de Mariana et leurs fréquentes disputes. Déboussolé, il revoit en rêve ceux qui partageaient son ancienne vie de fils choyé d'un couple de pharmaciens généreux et aimé de tous. Ces fantômes des « temps révolus » qui le visitent régulièrement sont pendant longtemps ses principaux compagnons. Mais peu à peu leur souvenir s'estompe. Hugo vit aussi en dehors de toute morale. Mariana qui s'est attachée à lui finit par entretenir avec lui une relation trouble, à la fois maternelle et quasi-incestueuse.
Dans cet univers clos, le sort des juifs de la ville est évoqué de manière indirecte. Hugo apprend que les nazis quadrillent la ville, que presque tous les juifs ont été attrapés. Et puis, les Allemands s'en vont devant l'avance de l'armée rouge. La maison close connait un moment de grâce durant lequel Hugo jouit d'une certaine liberté au milieu des filles. Finalement, les prostituées sont arrêtées et fusillées par les libérateurs pour avoir couché avec l'ennemi.
Hugo se retrouve seul dans la ville. Dans le cadre familier de son enfance, il n'a plus sa place. Les quelques juifs survivants ne sont pas les bienvenus. Les Ukrainiens occupent leurs maisons. Ses parents et celle qui lui a sauvé la vie sont morts. Il rejoint la cohorte des réfugiés.

## Adaptation cinématographique
- 2025 : La Chambre de Mariana, film français réalisé par Emmanuel Finkiel, avec Mélanie Thierry[1].